# Alf Ross
Pour les articles homonymes, voir Ross.
Alf Niels Christian Ross (10 juin 1899 – 17 août 1979) fut un juriste et philosophe de droit danois. Il est notamment connu comme représentant du réalisme juridique scandinave. 
Selon Xavier Magnon, le réalisme scandinave "rejette à la fois le droit comme idéal de justice, et donc le jus naturalisme, mais également sa présentation comme ordre normatif existant réellement". Son œuvre la plus importante est On Law and Justice. Sa pensée est postiviste, pour lui la connaissance scientifique du droit repose sur une approche empirique, elle consiste dans la production d'énoncés vérifiables et falsifiables ayant pour fondement des phénomènes observables. Pour Alf Ross "La validité d'une règle signifie sa réalité, par opposition à une règle imaginaire ou à un simple projet de règle". Ainsi le droit serait le résultat du comportement de ses acteurs, la norme est en réalité la croyance en un devoir de se comporter d'une certaine façon
Selon Eric Millard et Elza Matzner, Alf Ross conçoit "le droit en tant que fait social", malgré son positionnement positiviste, il s'éloigne du normativisme dans sa construction de l'objet juridique, en effet il attribut une place plus importante à l'effectivité du droit qu'à la norme elle-même. 
L'œuvre de Ross se caractérise par une critique du langage, il affirme que les termes dont se sert le droit sont des termes du langage naturel qui n’ont pas de pertinence scientifique. L’utilisation de ces termes par la science juridique lorsqu’elle décrit le droit est alors dangereuse si celle-ci entend signifier ainsi des réalités empiriques : par exemple, que la propriété est une réalité et que l’on puisse juger la validité juridique d’une norme ou d’un comportement par référence à cette soi-disant réalité. 

## Œuvres
- "Imperatives and Logic", Theoria vol. 7, 1941, p. 53–71
- Towards a Realistic Jurisprudence: A Criticism of the Dualism in Law (1946)
- A Textbook in International Law (1947)
- Constitution of the United Nations (1951)
- Why Democracy? (1952)
- Tû-tû, Harvard Law Review vol. 70, Issue 5, Mars 1957, p. 812–825
- On Law and Justice (1959)
- The United Nations: Peace and Progress (1966)
- Directives and Norms (1968)
- "On Self-Reference and a Puzzle in Constitutional Law", Mind (1969)
- On Guilt, Responsibility and Punishment (1975)

## Traductions
- Introduction à l'empirisme juridique, recueil d'articles traduits et présentés par Eric Millard, LGDJ, 2004.